# 球穗山姜
球穗山姜（学名：Alpinia strobiliformis）为姜科山姜属下的一个种。

## 扩展阅读
- 維基物種上的相關：球穗山姜